# La Verna

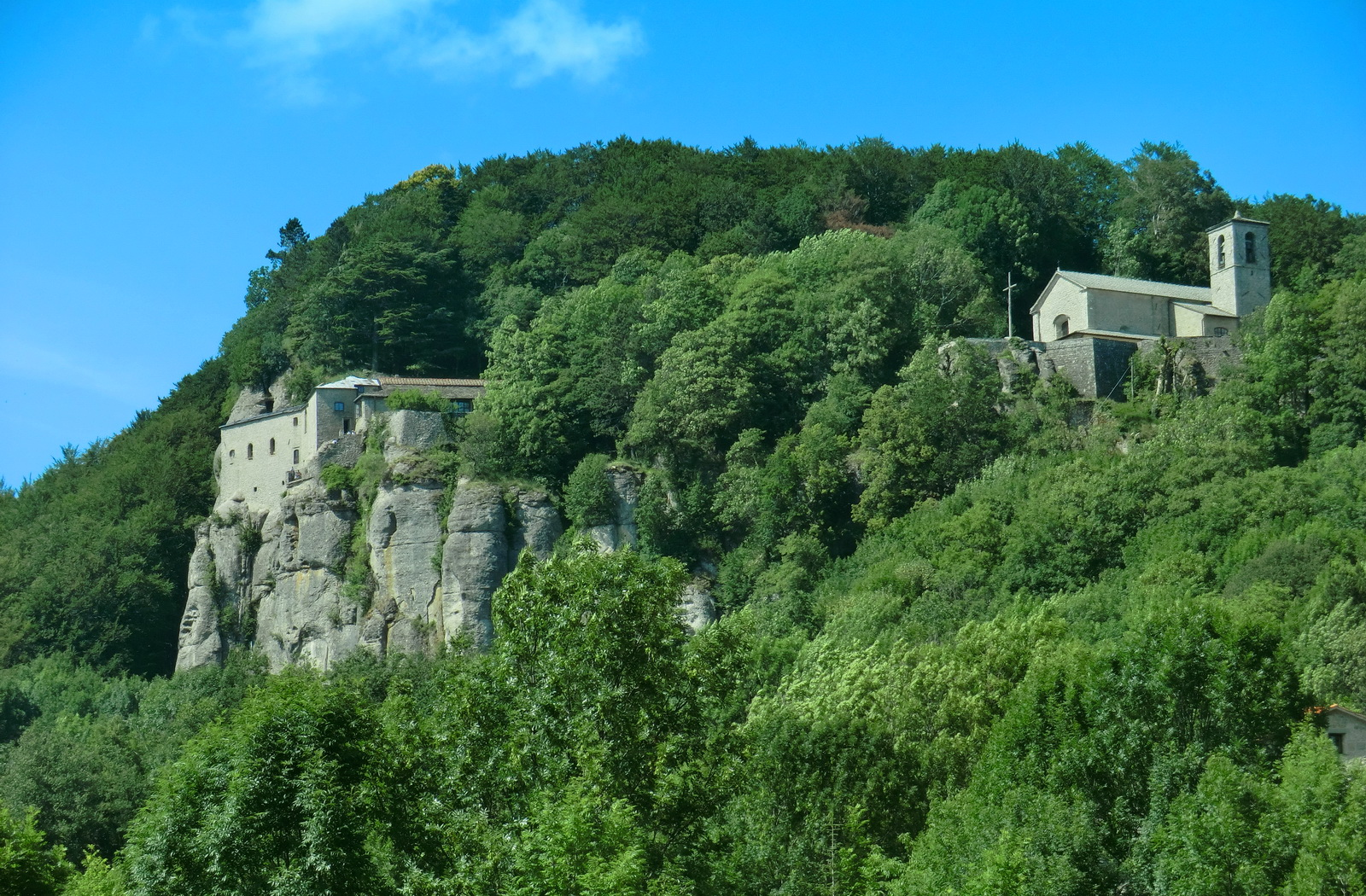
Kloster La Verna

Das Kloster La Verna liegt an der Erhebung Alverna am Südwesthang des Monte Penna nördlich von Chiusi della Verna auf 1128 Meter.

## Geschichte
1213 schenkte der Graf Orlando Catani von Chiusi den Monte Alverna Franziskus von Assisi und dem Minoritenorden. Ein Jahr später kam der heilige Franziskus das erste Mal an diesen Ort. Während seines Lebens wurden nur die Kapelle Santa Maria degli Angeli und mehrere einfache Hütten errichtet. An diesem Ort soll Franziskus 1224 die Wundmale Christi empfangen haben.

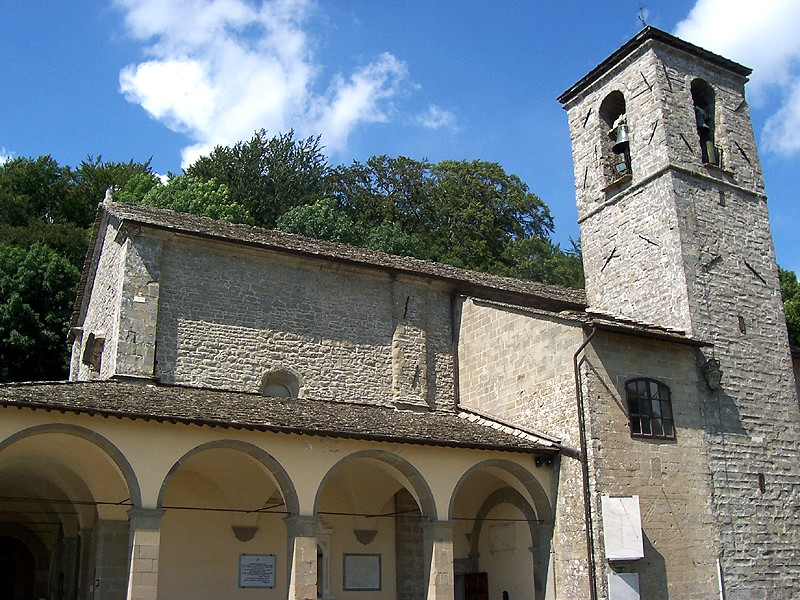
Basilika

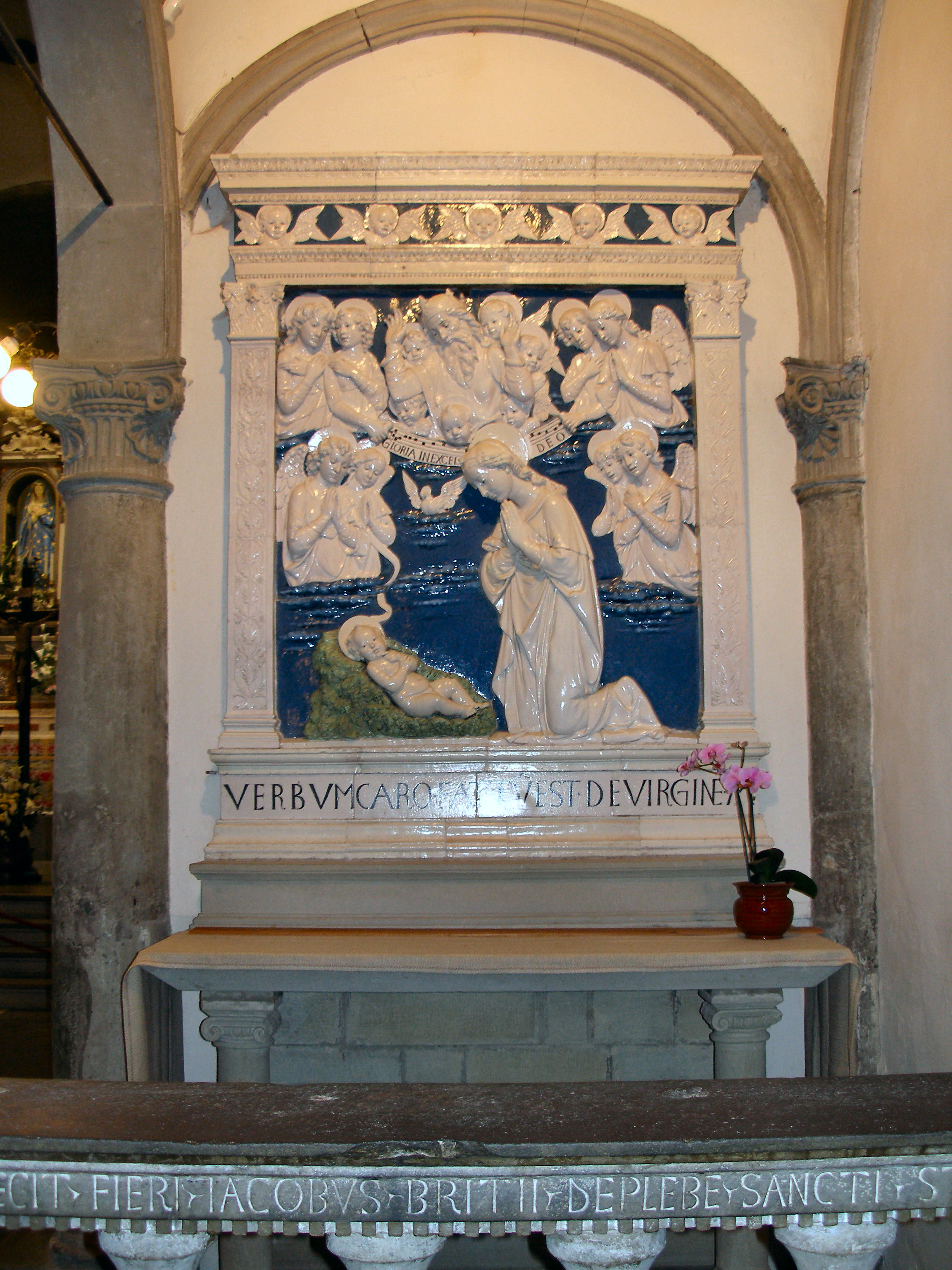
Darstellung der Geburt Christi in der Basilika, Werk von Andrea della Robbia

## Basilika
Die Basilika des hl. Franziskus, allgemein Chiesa Maggiore genannt, wurde von 1348 bis 1509 erbaut. 1348 finanzierte der Graf Tarlato den Kirchenbau. Vollendet wurde er mit Mitteln der Konsuln dell’arte della Lana aus Florenz und am 22. April 1509 eingeweiht. Am 22. August 1921 wurde die Kirche zur Basilica minor erhoben.
Von der florentinischen Künstlerfamilie della Robbia sind auf La Verna fünfzehn glasierte Terracotta-Tafeln zu sehen. In den Seitenkapellen der Basilika befinden sich das von Andrea della Robbia stammende älteste Werk, die 1476 erschaffene Verkündigung des Herrn, und als weitere Werke die Geburt des Herrn und die Auffahrt Christi. Die beiden Heiligenfiguren an den Seiten des Hochaltars, die Franziskus von Assisi und Antonius von Padua darstellen, werden della Robbia ebenso zugeschrieben. Am Altar rechts des Eingangsbereichs befindet sich die Terracotta-Tafel Maria, Zuflucht der Sünder, die auch von diesem Künstler stammen könnte. Diese Tafel befand sich bis 1874 im benachbarten Vallesanta.
In der Mitte des 1495 erbauten Chorgestühls mit den Sitzen aus Nussbaumholz befindet sich das mit Schnitzereien und Einlagen verzierte große Lesepult aus dem Jahr 1509.
Unter dem Hochaltar befinden sich in einem ausgeschnitzten Sarg die Überreste des Johannes von La Verna, der nach 1289 auf dem Berg als Eremit gelebt hatte. Hinter einem schmiedeeisernen Gitter befindet sich die Reliquienkapelle. 1939 ließ Graf Ginori die Kapelle des allerheiligsten Sakraments unter das alte Orgelgehäuse bauen.
Die aus 90 Registern und 5500 Pfeifen bestehende Orgel wurde mehrmals restauriert, erneuert und erweitert. Das alte Orgelgehäuse ist aus dem 15. Jahrhundert und beinhaltet heute die Echo-Orgel mit zwölf Registern. Die große Orgel wurde 1926 eingeweiht und stammt von der Firma Tamburini aus Crema.

## Kapellen

### Santa Maria degli Angeli
Die auch Chiesina („Kirchlein“) genannte Kapelle Unserer Lieben Frau von den Engeln geht auf die Zeit des heiligen Franziskus zurück. Der Legende nach erschien Maria dem heiligen Franziskus und beschrieb ihm Lage und Ausdehnung für die erste Kirche von La Verna. Das Patrozinium ist das gleiche wie das der Portiuncula bei Assisi, wo sich Franziskus häufig aufhielt.
1216–18 entstand der erste Teil der Kapelle, der heute Chor und Altar umfasst. Nach 1250 wurde die Kapelle um den Teil erweitert, der heute von der Eingangstür zum Eisengitter reicht. Eingeweiht wurde die Kapelle am 20. August 1260. 1923/24 gab es umfangreiche Restaurierungsarbeiten.
Das im 15. Jahrhundert von Andrea della Robbia erschaffene Terracottarelief am Hochaltar stellt die Aufnahme Mariens in den Himmel dar. Links vom geöffneten Kenotaph sind Papst Gregor der Große und der Heilige Thomas zu sehen, der den Gürtel Mariens empfängt. Rechts sind die hll. Franz von Assisi und Bonaventura dargestellt. Von Giovanni della Robbia, dem Sohn des Andrea della Robbia, sind die beiden farbig glasierten Terracotten an der Vorderseite des kleinen Eisengitters. Dargestellt sind die Kreuzabnahme und die Geburt Christi.
Unter dem Boden liegt der Stifter des Ortes, Graf Orlando, begraben. Im Türmchen hängt eine 1257 von Leonhard Pisano gegossene Glocke.

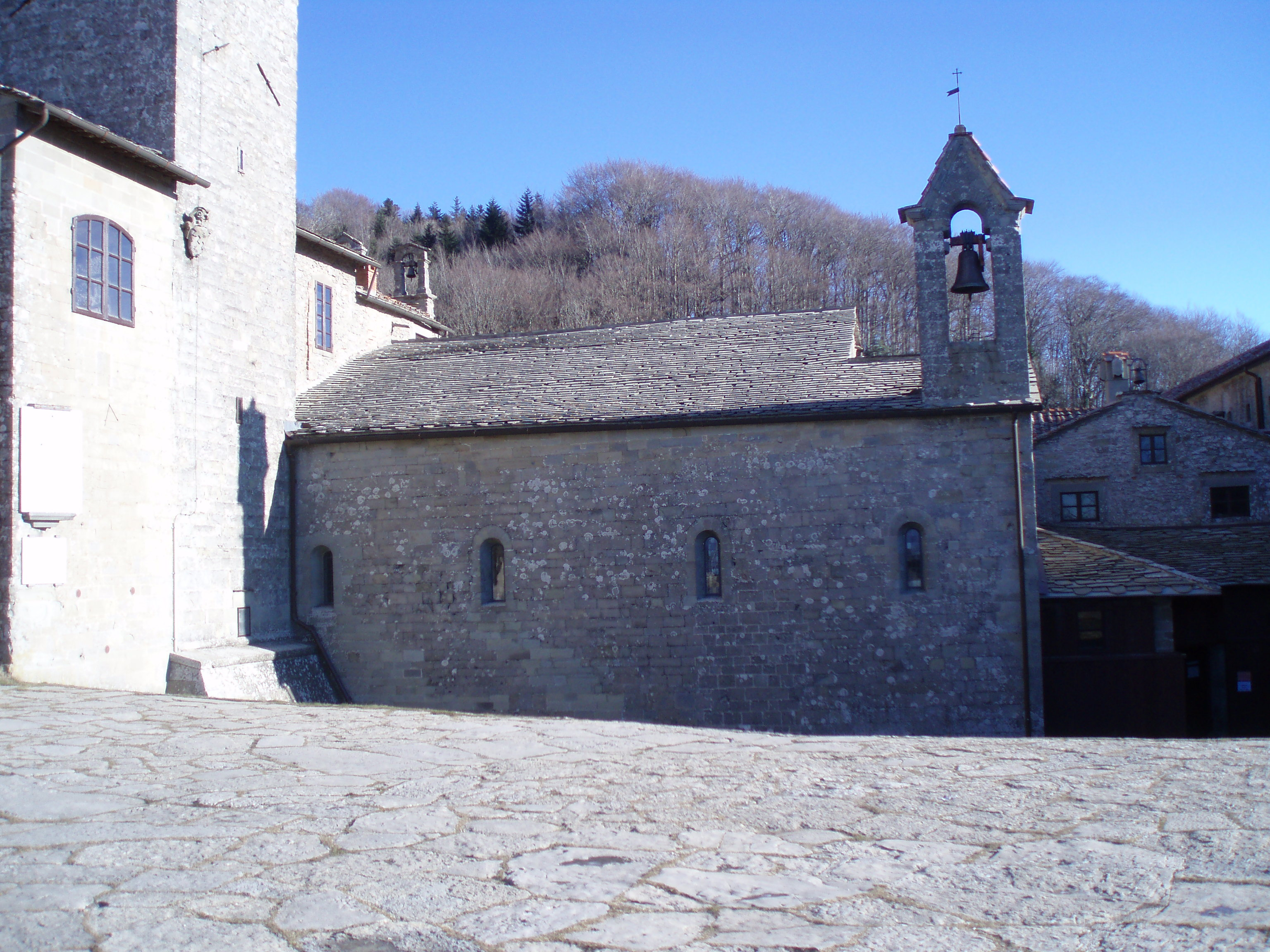
Santa Maria degli Angeli
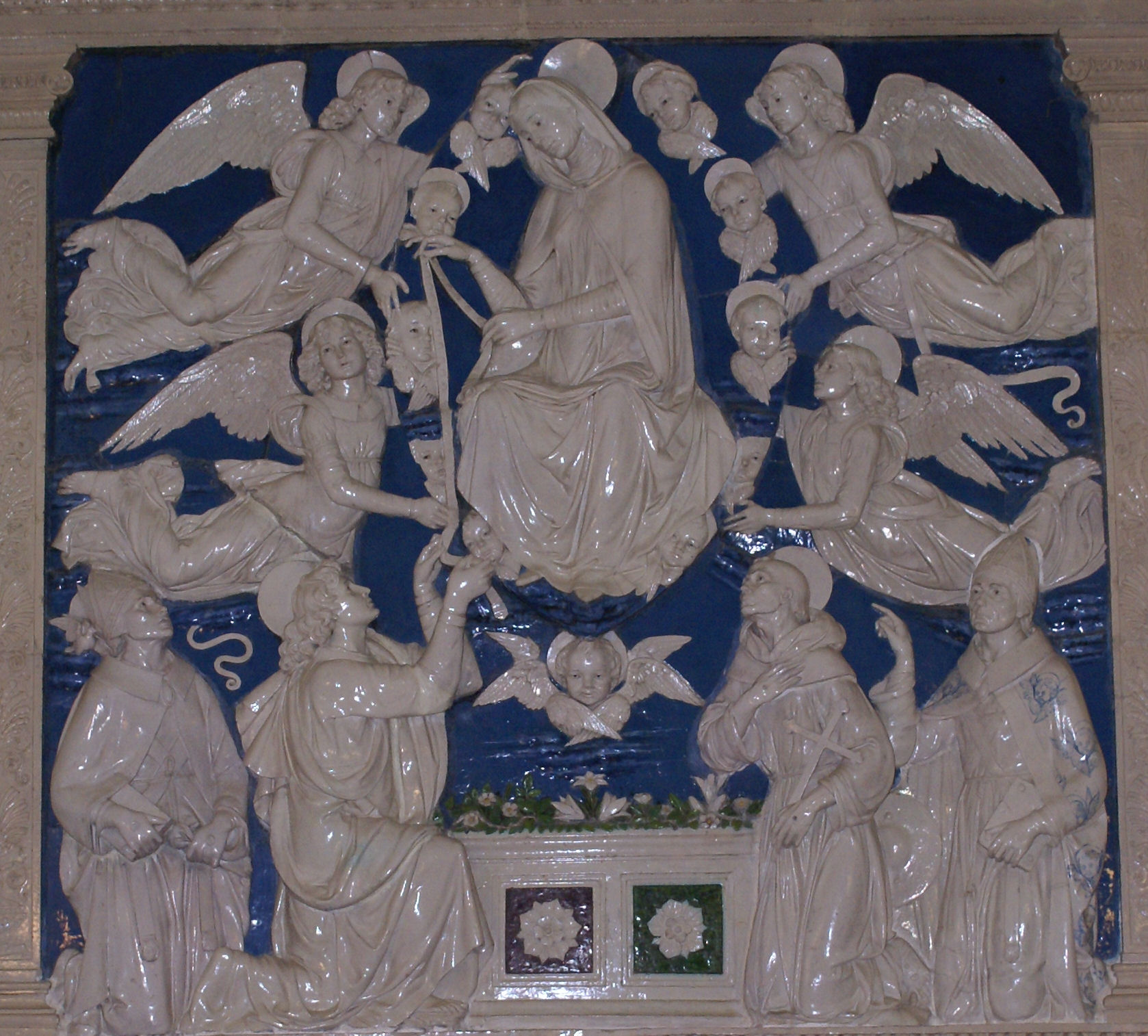
Himmelfahrt Mariens von Andrea della Robbia
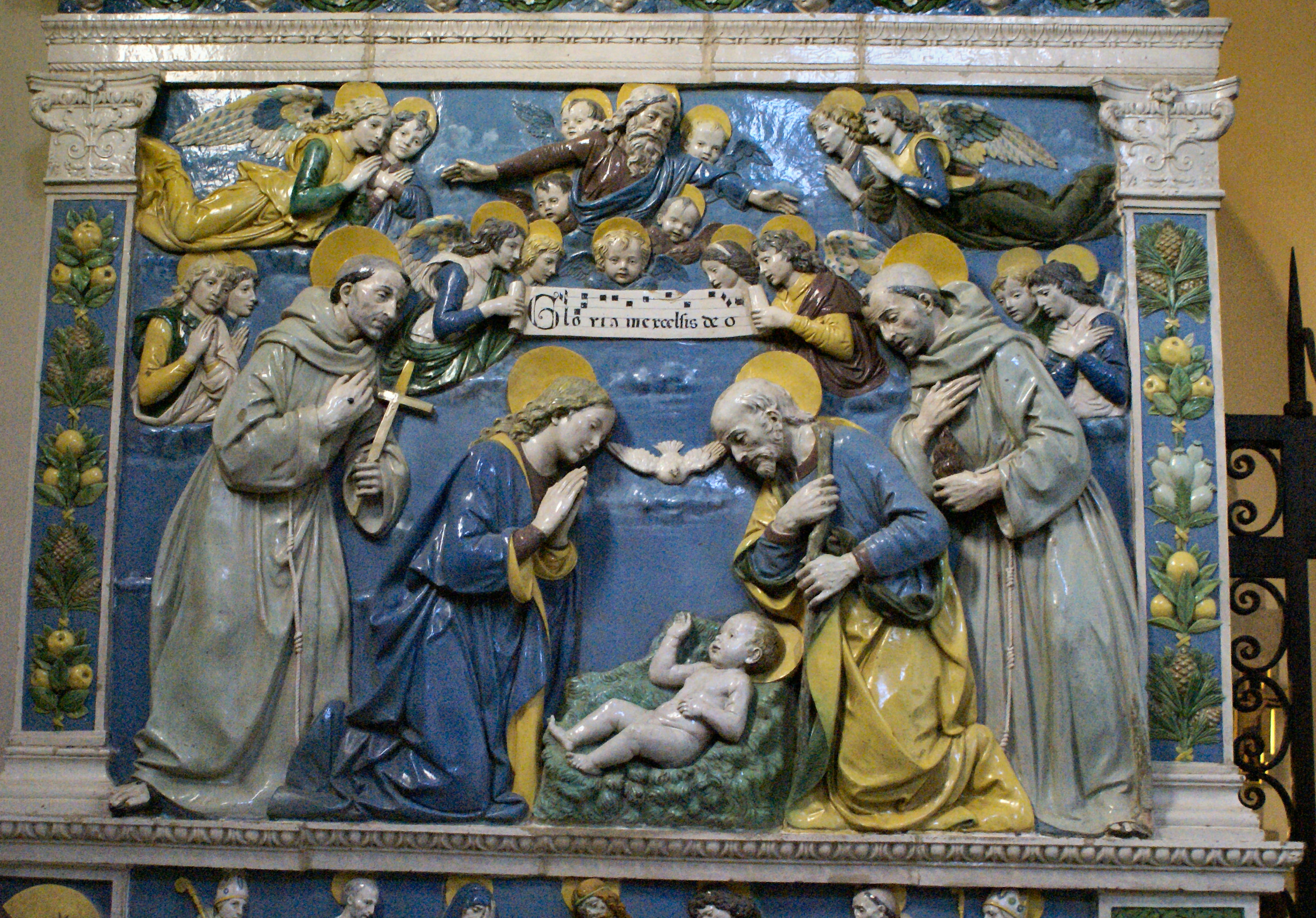
Geburt Christi von Giovanni della Robbia

### Kapelle der Vögel
Die Kapelle ist an der Stelle einer Eiche errichtet, auf der sich nach den Fioretti bei der ersten Ankunft von Franz von Assisi die Vögel des Waldes niedergelassen und ihn durch Gesang und Flügelschlagen begrüßt hatten. An der Stelle der alten Eiche wurde 1602 die Kapelle erbaut.

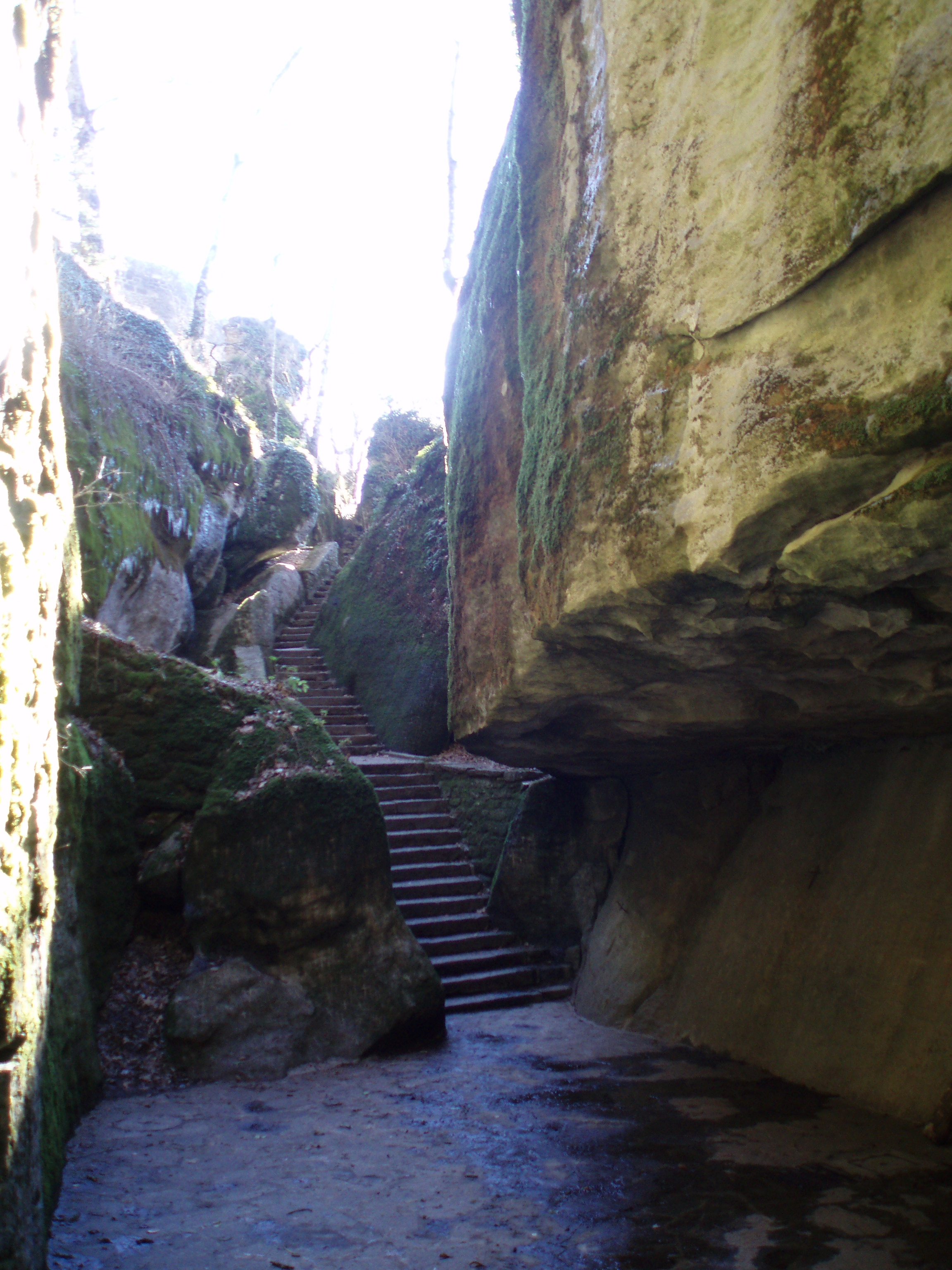
Sasso spicco

### Kapelle der hl. Maria Magdalena
Diese wird auch „erste Kapelle des hl. Franziskus“ genannt. Hier soll die erste von Graf Orlando für Franziskus erbaute Hütte gestanden haben, deren Altarstein dem Heiligen als Tisch diente. Erbauen ließ die Kapelle Ende des 15. Jahrhunderts Gräfin Caterina Tarlati. Darüber befindet sich die Kapelle des hl. Petrus von Alcantara. Unterhalb befindet sich der Sasso spicco.

### Corridoio delle stimmate

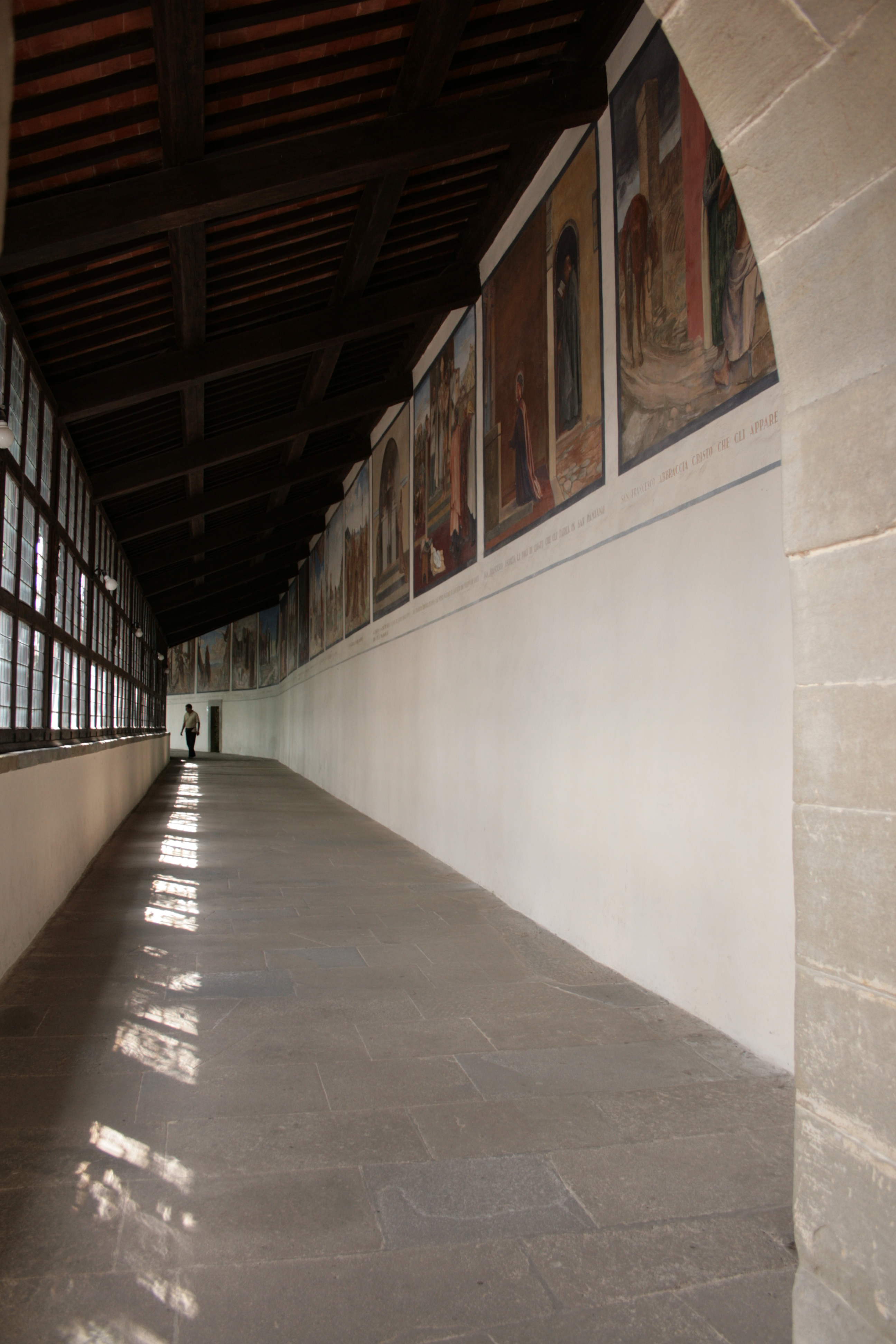
Gang der Wundmale

An dem 78 Meter langen Gang von der Basilika zur Kapelle der Wundmale, der Corridoio delle stimmate („Gang der Stigmata“) genannt wird, liegen mehrere Kapellen. Gebaut wurde der Gang, um bei jedem Wetter die tägliche Prozession zur Kapelle der Wundmale durchführen zu können. Die Kapelle der Pietà liegt am Anfang des Ganges. In ihr ist die robbianische Terracottatafel mit einer Kreuzabnahme Christi zu finden.
In der Mitte des Ganges geht es zum sogenannten „Bett des hl. Franziskus“, einer feuchten und kalten Grotte.
Kurz vor dem Ende des Corridoio delle stimmate befindet sich die Capella Loddi. Sie wurde 1581 von Loddo Loddi in Auftrag gegeben, einem Edelmann aus Chiusi. An diesem Ort befand sich der erste Friedhof. Neben einem Holzkreuz aus dem 14. Jahrhundert finden sich hier Reste von Fresken aus dem 15. Jahrhundert.
Am Ende des Ganges betritt man zunächst über eine Treppe hinab die Kreuzkapelle. Diese wird auch als „zweite Zelle des hl. Franziskus“ bezeichnet. Hier hielt sich der Heilige 1224 vor der Stigmatisierung auf. Über dem Altar ist eine Terracottastatue von Johannes Collina-Graziani aus dem Jahr 1886 zu sehen. Dargestellt ist der hl. Franziskus mit den Wundmalen, einem offenen Evangelium auf einem Totenschädel und einem Falken auf einem Baumstumpf.
Um den Bereich der Kapelle der hl. Wundmale befinden sich noch die Oratorien der hll. Bonaventura und Antonius von Padua und über den sogenannten „Abgrund“ erreichbar die Kapelle des hl. Sebastian. In letztere wurden 1480 die Gebeine der Ordensbrüder vom alten Friedhof gebracht und in den Folgejahrhunderten weitere Brüder begraben.

### Kapelle der heiligen Wundmale

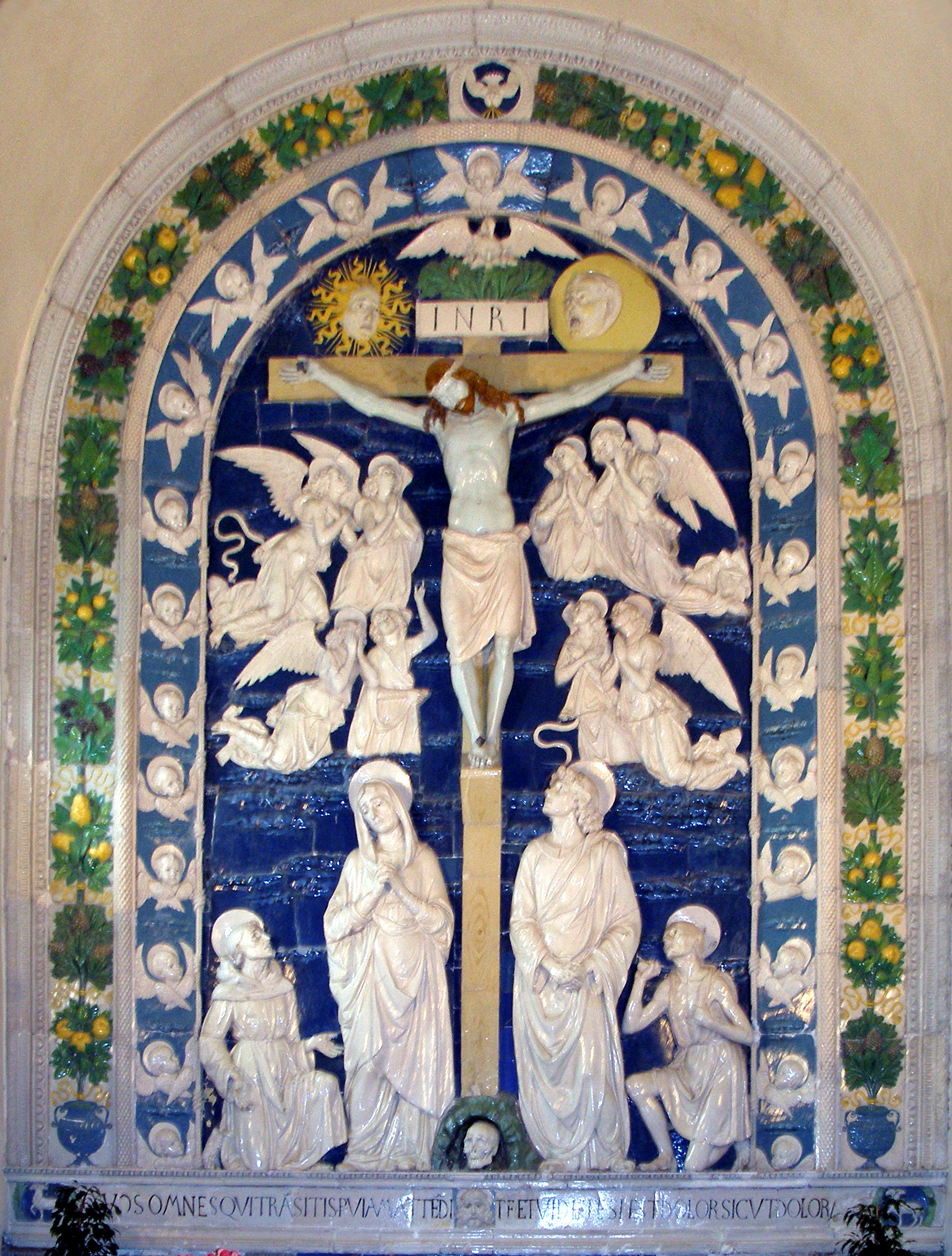
Kreuzigung, Werk von Andrea della Robbia

Hinter der Kreuzkapelle liegt die Kapelle der heiligen Wundmale. Baubeginn war im Jahr 1263 durch den Grafen Simone aus Battifolle. Über der Eintrittstür mit ihren zwei Flügeln ist eine aus dem 13. Jahrhundert stammende, in Marmor gehauene Darstellung des Empfangs der Wundmale.
An der Mittelwand befindet sich die Darstellung der Kreuzigung, einer Terracottatafel von Andrea della Robbia. Zu sehen ist der Gekreuzigte mit vier Gruppen ihn umgebender, weinender Engel. Vor dem Kreuz sind die hll. Franziskus mit den Wundmalen, Maria, Johannes der Evangelist und der sich mit einem Stein an die Brust schlagende Hieronymus zu sehen.
In der Mitte der Kapelle ist der Fels zu sehen auf dem sich die Stimagitsation des hl. Franziskus zugetragen haben soll. An den Seitenwänden befindet sich ein Chorgestühl aus dem 14. Jahrhundert. Die Schnitzereien an den Rückenlehnen der Chorstühle stellen Heilige, Selige, Päpste und berühmte Männer dar.

### Weitere Kapellen

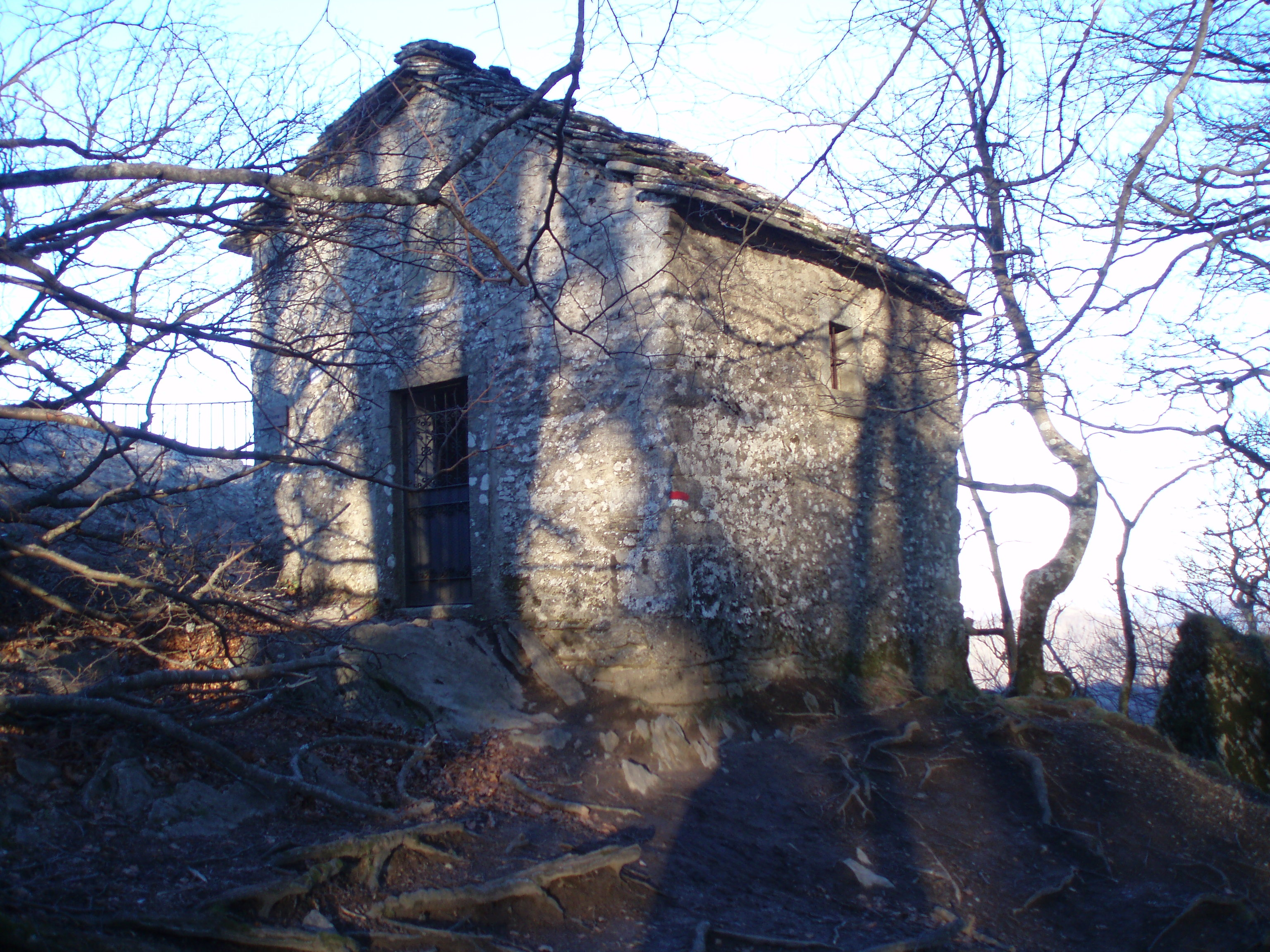
Kapelle auf dem Penna

Auf dem Klostergelände befindet sich noch die Kapelle del Faggio bzw. die Kapelle des seligen Johannes aus dem Jahr 1518, auf dem Monte Penna die Capella della Penna von 1580 und auf dem Friedhof die Totenkapelle. In dieser befindet sich ein Fresko der Kreuzabnahme Jesu von Baccio M. Bacci.

## Kloster
Der Kreuzgang des Klosters mit einem Ziehbrunnen stammt aus dem 14. Jahrhundert. In dem hl. Klara geweihten Kreuzgang hängt das Holzrelief Die vollkommene franziskanische Fröhlichkeit der Bildhauerin Hildegard Hendrichs aus dem Jahr 1955. Im Jahr 1518 wurde das acht Meter breite Refektorium erbaut und 1717 um neun Meter auf 39 Meter verlängert. Über dem Eingang ist die Terracottafigur der Muttergottes mit dem Stieglitz von Andrea della Robbia zu sehen. Auf die hintere Wand malte 1873 der Ferdinando Folchi das Letzte Abendmahl.